# Lachlan Macquarie

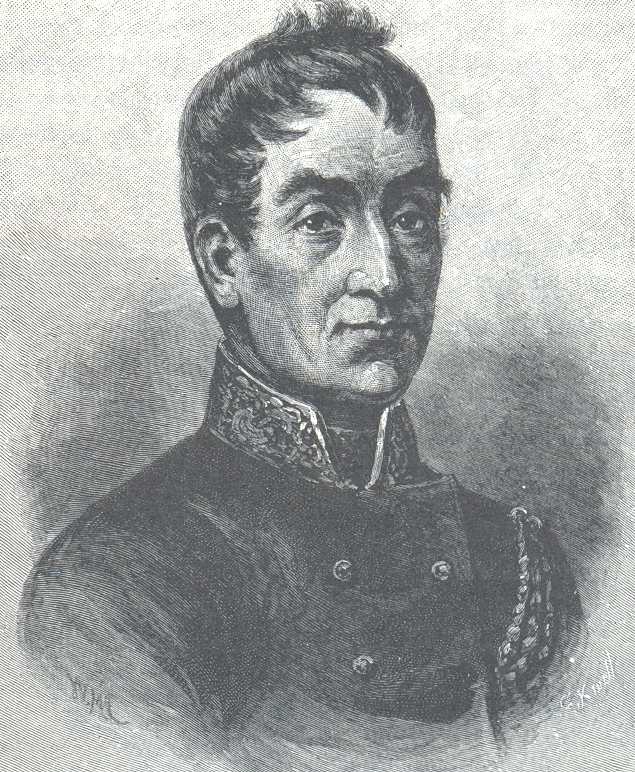
Lachlan Macquarie

Lachlan Macquarie (* 31. Januar 1762 auf der Isle of Mull, einer Insel der Hebriden (teilweise wird auch die Insel Ulva als Geburtsort angegeben); † 1. Juli 1824 in London) war von 1810 bis 1821 Gouverneur von New South Wales und wird teilweise als der Begründer Australiens angesehen.

## Werdegang
Er trat 1776 in die Armee ein und diente in den folgenden Jahren in Nordamerika, Indien, Sri Lanka und Ägypten. Nachdem er zwölf Jahre den Rang eines Captains getragen hatte, beabsichtigte er, die Armee zu verlassen. Ihm wurde jedoch zum 1. Januar 1810 in der Nachfolge des bisherigen Gouverneurs William Bligh, der sein Amt nach der sogenannten Rum-Rebellion im Januar 1808 verloren hatte, die Führung der noch jungen und wenig gefestigten Kolonie New South Wales übertragen. Seine Aufgabe war es, die britische Kontrolle über die Kolonie wiederzuerlangen und die Disziplin herzustellen.

## Entwicklung der Infrastruktur der Kolonie
Als Macquarie im Dezember 1809 in Sydney ankam, fand er chaotische Zustände vor. Die Kolonie hatte damals nur etwa 5.000 europäische Einwohner. Sie kämpfte noch ums Überleben und war im Grunde kaum mehr als die Sträflingskolonie, die dort am 26. Januar 1788 gegründet wurde.
Macquarie war der erste Gouverneur der Kolonie, der aus der Armee und nicht aus der Marine kam. Er führte die Kolonie in aufgeklärt-despotischer Manier. Zunächst entmachtete er die Offiziere des New South Wales Corps, wie z. B. John Macarthur, der seit der Absetzung von William Bligh die Kolonie geführt hatte. Seine Führung war auch durch die grundsätzliche Gleichbehandlung von ehemaligen Gefangenen und freien Siedlern gekennzeichnet. So war der ehemalige Häftling Francis Greenway der Architekt vieler Gebäude in der jungen Kolonie.
Macquarie löste 1813 das Problem des Münzgeldmangels in der frühen Kolonie, als er spanische Silbermünzen, den Silberdollar, im Wert von 10.000 Shillings aufkaufte und daraus zwei Münzen prägen ließ, indem er die Mitte herausstanzte und dadurch zwei Münzen produzierte, den Holey Dollar und den Dump. Damit schuf er die Voraussetzungen, dass andere Zahlungsmittel wie ausländische Münzen und Rum als Zahlungsmittel zurückgedrängt wurden.
Macquarie war einer der ersten, die in Australiens Zukunft mehr sahen als eine Gefängniskolonie. New South Wales war für ihn ein Teil des Britischen Empires, in dem freie Bürger leben würden. Dieser Vision folgend sorgte er für den Bau von Straßen, Brücken, Werften, Kirchen und öffentlichen Gebäuden. Macquarie beauftragte im Jahre 1814 William Cox, die 163 Kilometer lange Straße durch die Blue Mountains zu bauen. Er veranlasste den Bau von einigen der ältesten Gebäude Sydneys, die heute noch stehen, wie z. B. die Hyde Park Barracks. Er ordnete die Entsendung von Richtern in entlegene Außenposten wie Vandiemensland (heute Tasmanien) oder die Bay of Islands (heute Neuseeland) an. Er gründete neue Orte wie z. B. Richmond, Windsor, Pitt Town und Castlereagh. 
Bei einem Besuch in Hobart Town (heute Hobart) am Derwent River in Vandiemensland war er von dem baufälligen Zustand der Stadt entsetzt und befahl dem Landvermesser John Meehan, einen Grundriss für die Stadt zu entwerfen. Die damalige Planung findet sich noch heute im Straßennetz der Innenstadt von Hobart wieder.

## Sozialpolitik
Nach dem Ende der Napoleonischen Kriege im Jahr 1815 waren die Seewege wieder frei. Dies und die steigenden Arbeitslosen- und Verbrechenszahlen in Großbritannien führten zu einer neuen Welle sowohl von Gefangenen als auch freien Siedlern. Die Bevölkerung der Kolonie wuchs bis zu seiner Abberufung auf etwa 35.000 Menschen. Nicht zuletzt dank des durch Macquarie veranlassten Ausbaus der Infrastruktur war die Kolonie in der Lage, sich derart auszudehnen. Die Kolonie entwickelte sich in seiner Amtszeit weg von einer reinen Sträflingskolonie. Für Macquarie war deshalb auch die Änderung der bisherigen Sozialpolitik notwendig.
Zentraler Ansatz seiner Politik war die Gleichbehandlung ehemaliger Sträflinge, deren Strafe abgelaufen war oder die begnadigt worden waren. Als Macquarie im Jahr 1810 in Australien ankam, war deren Anzahl größer als die der freien Siedler.
Neben der Ernennung von Francis Greenway zum Chefarchitekten der Kolonie berief er William Redfern zum obersten Arzt. Weitere Schritte, die den freien Siedlern missfielen, waren die Ernennung von Andrew Thompson zum Magistrat und die Einladung von ehemaligen Gefangenen zum Tee in seine Residenz, das Government House. Als Gegenleistung für die Zugeständnisse erwartete Macquarie von den ehemaligen Häftlingen einen „ordentlichen“ Lebensstil, insbesondere „korrekte“ Ehen.

## Beziehung zu Aborigines
Macquaries Politik gegenüber den Eingeborenen beruhte auf Kooperation und Assimilation, allerdings falls nötig durch militärische Gewalt unterstützt. Gegenüber freundlichen Stämmen setzte er die Nominierung eines "Häuptlings" durch, der durch eine Bronzeplakette mit seinem Namen gekennzeichnet wurde. Auch wenn dies eine normale Vorgehensweise von Europäern war, spiegelte dies nicht unbedingt die tatsächliche Position des betreffenden Ältesten wider.
1814 gründete Macquarie die Native Institution in Parramatta eine Schule, in der Aboriginekinder nach westlichen Werten und Vorstellungen erzogen wurden. Zumindest ein Teil der Schüler wurde gezwungen, die Schule zu besuchen. Auch wenn die Kinder gut behandelt wurden, gilt ihre Erziehung heute als ein gezielter Versuch, Aboriginekultur zugunsten von westlicher Erziehung zurückzudrängen. Die Zwangseinschulung einiger Kinder war auch mitverantwortlich für den Ausbruch späterer Feindseligkeiten. 
Wo es Widerstand der Aborginies gab, schickte Macquarie Strafexpeditionen aus, zu denen er im April 1816 in sein Tagebuch schrieb:
I have this Day ordered three Separate Military Detachments to march into the Interior and remote parts of the Colony, for the purpose of Punishing the Hostile Natives, by clearing the Country of them entirely, and driving them across the mountains; as well as if possible to apprehend the Natives who have committed the late murders and outrages, with the view of their being made dreadful and severe examples of, if taken alive. — I have directed as many Natives as possible to be made Prisoners, with the view of keeping them as Hostages until the real guilty ones have surrendered themselves, or have been given up by their Tribes to summary Justice. — In the event of the Natives making the smallest show of resistance – or refusing to surrender when called upon so to do – the officers Commanding the Military Parties have been authorized to fire on them to compel them to surrender; hanging up on Trees the Bodies of such Natives as may be killed on such occasions, in order to strike the greater terror into the Survivors.
1816 ordnete er eine Strafexpedition an, bei der es zum Apin Massaker kam. Er schickte Truppen zu den Stämmen der Gundungurra und Dharawal, um sie für frühere Gewalttaten gegenüber Siedlern zu bestrafen. Soldaten nutzten ihre Pferde, um eine unbekannte Anzahl Männer, Frauen und Kindern von Klippen zu treiben. 14 Menschen wurden erschossen.

## Erkundung des Kontinents
Macquarie hat in besonderer Weise die Erkundung des australischen Kontinents vorangetrieben. Nach zahlreichen gescheiterten Versuchen in den ersten 25 Jahren der Kolonie gelang es den von ihm entsandten Entdeckern Gregory Blaxland, William Charles Wentworth und William Lawson im Jahr 1813, einen Weg durch die Blue Mountains zu finden. Diese hatten als Teil der Great Dividing Range eine natürliche Barriere für die Ausbreitung der Kolonie gebildet. In der Folgezeit konnte das Landesinnere besiedelt werden. Zunächst ordnete Macquarie die Gründung von Bathurst an, der ersten Stadt im Binnenland.
Dann ernannte er John Oxley zum obersten Landvermesser und entsandte ihn auf Expeditionen entlang der Küste von New South Wales in Richtung Norden, um neue Flüsse und neues Siedlungsland zu finden. Oxley entdeckte u. a. die Flusssysteme des nördlichen New South Wales. Im heutigen Queensland entdeckte er z. B. die Stelle der Hauptstadt Brisbane.
Lachlan Macquarie liebte es, wenn Dinge seinen Namen trugen. Er sorgte durch die Benennung zahlreicher Orte, Straßen, Inseln, Häfen, einer Universität nach sich, seiner Frau und anderen Verwandten dafür, dass sein Name der Nachwelt besonders präsent blieb. Macquarie selbst war es, der den Namen Australien einführte. Zwar hatte Matthew Flinders den Namen schon früher vorgeschlagen, aber Macquarie war der erste, der ihn in einem offiziellen Bericht im Jahr 1817 verwendete.

## Ende als Gouverneur
Macquaries Reformen, insbesondere die Gleichbehandlung der ehemaligen Sträflinge und der verschwenderische Umgang mit Geldern der Krone für öffentliche Bauvorhaben brachte ihm eine Gegnerschaft sowohl in der Kolonie als auch in London ein. Die Regierung in London betrachtete die Kolonie lediglich als Ort, um Sträflinge abzuladen, die die britischen Gefängnisse überfüllten.
In einem Brief an den Kolonialminister, der später gegen ihn angeführt wurde, schrieb er, dass „die freien Siedler die bei weitem unzufriedensten Menschen des Landes seien“ und dass „ehemalige Sträflinge in vielen Fällen ein Muster von einem Siedler“ seien.
Die Führer der freien Siedler, wie William Charles Wentworth oder Macarthur beschwerten sich in London über Macquaries Politik. Dies führte dazu, dass die britische Regierung im Jahr 1819 den englischen Richter John Thomas Bigge nach New South Wales sandte, um die Verhältnisse zu prüfen. Bigge stimmte mit den Siedlern überein und sein Bericht führte schließlich zur Abdankung Macquaries am 1. Dezember 1821. Zu diesem Zeitpunkt war er länger als jeder seiner Vorgänger im Amt gewesen.
Bigge schlug ferner vor, dass zukünftige Gouverneure nicht als Alleinherrscher regieren dürften. Deshalb wurde im Jahr 1825 der New South Wales Legislative Council gegründet, die erste gesetzgebende Körperschaft Australiens, um den Gouverneur zu beraten.

## Zurück in Großbritannien
Macquarie kehrte nach Schottland zurück und starb 1824. Zu dieser Zeit musste er sich immer noch gegen die Vorwürfe Bigges verteidigen. Sein Ruf wuchs indes nach seinem Tod, besonders unter den ehemaligen Häftlingen der Kolonie und ihren Nachkommen, die bis zu den Phasen des Goldrauschs die Mehrheit der Bevölkerung Australiens bildeten. Heute wird er häufig als Begründer Australiens als Land im Gegensatz zur Sträflingskolonie angesehen. Die Pflege seines Grabes auf der schottischen Insel Mull hat der National Trust of Australia und der National Trust for Scotland übernommen. Auf dem Eingangsstein seines Mausoleums steht "The Father of Australia."